# شهرستان والگا
شهرستان والگا (به استونیایی: Valga maakond) یکی از شهرستان‌های کشور استونی است.
این شهرستان در سال ۲۰۱۵ میلادی ۲۹٬۹۴۴ نفر جمعیت داشته‌است و مرکز آن شهر والگا است.

## نگارخانه

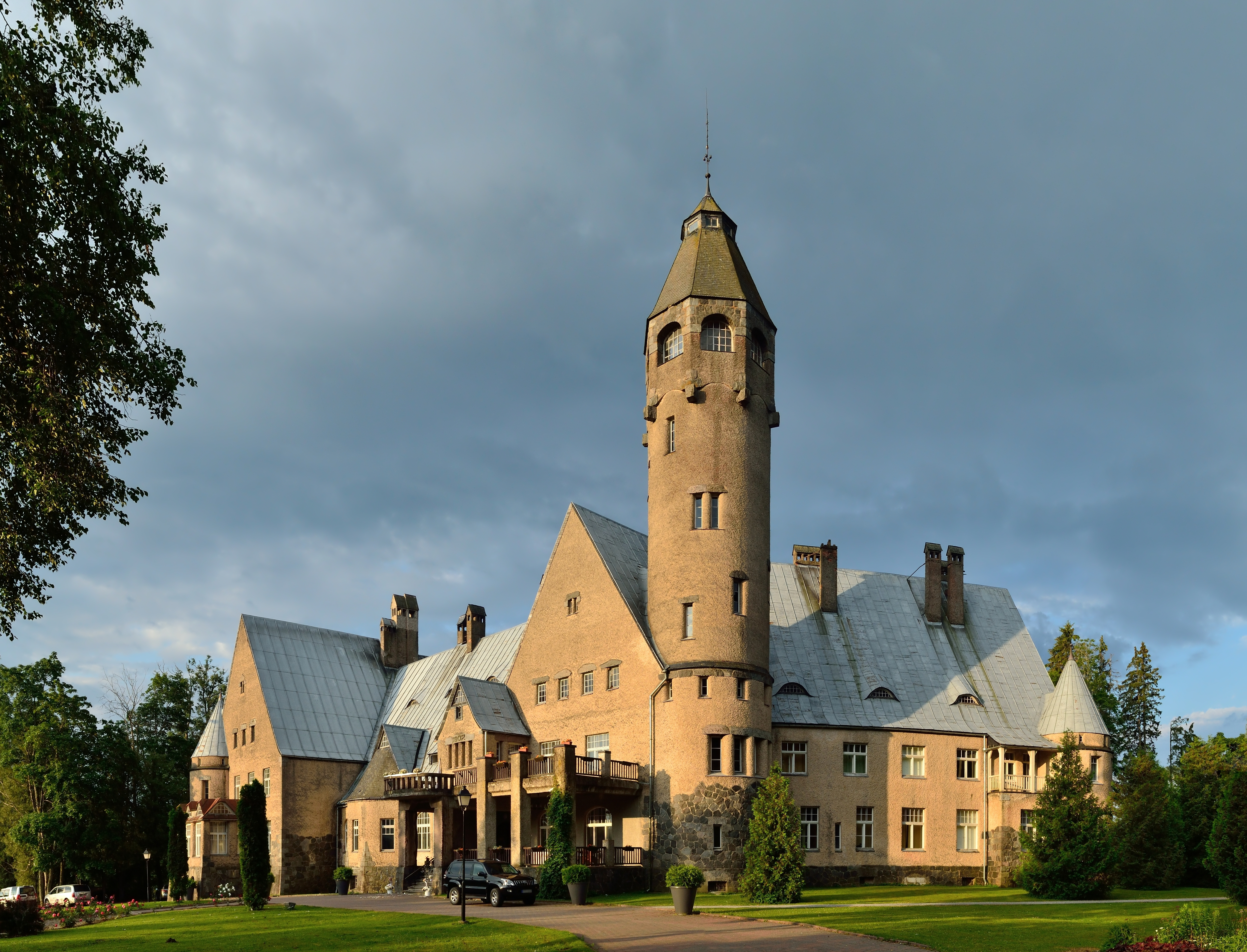
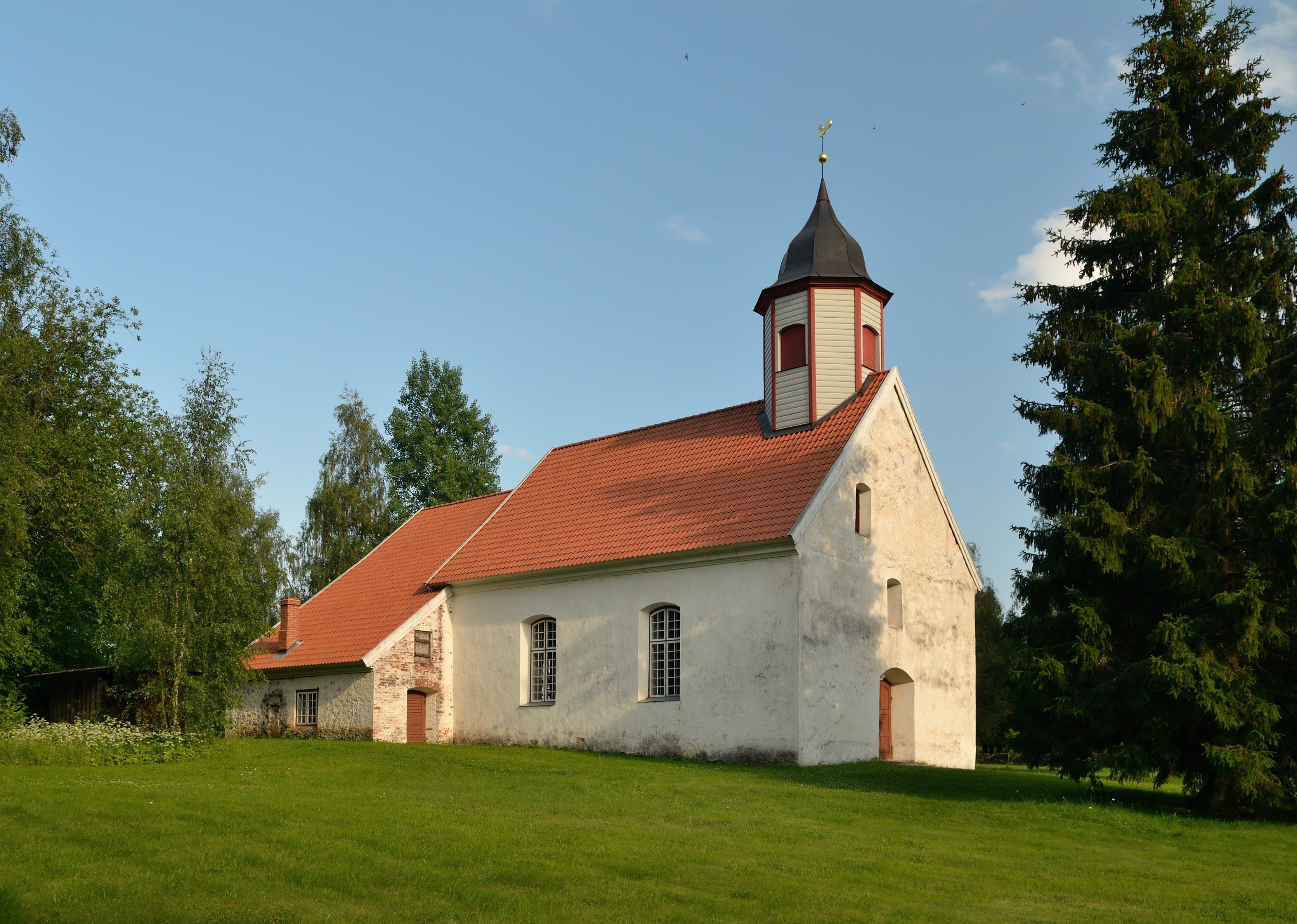
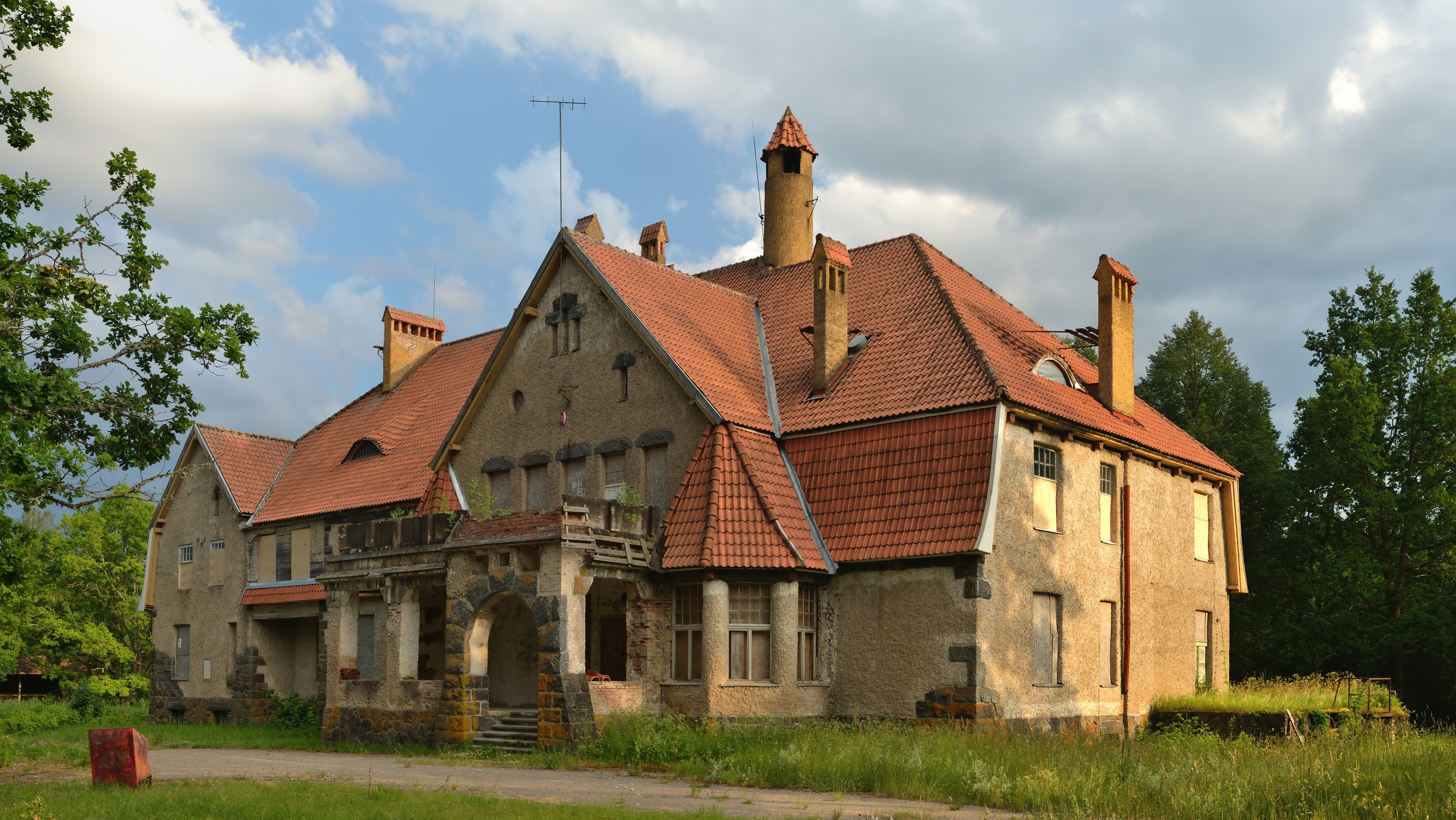
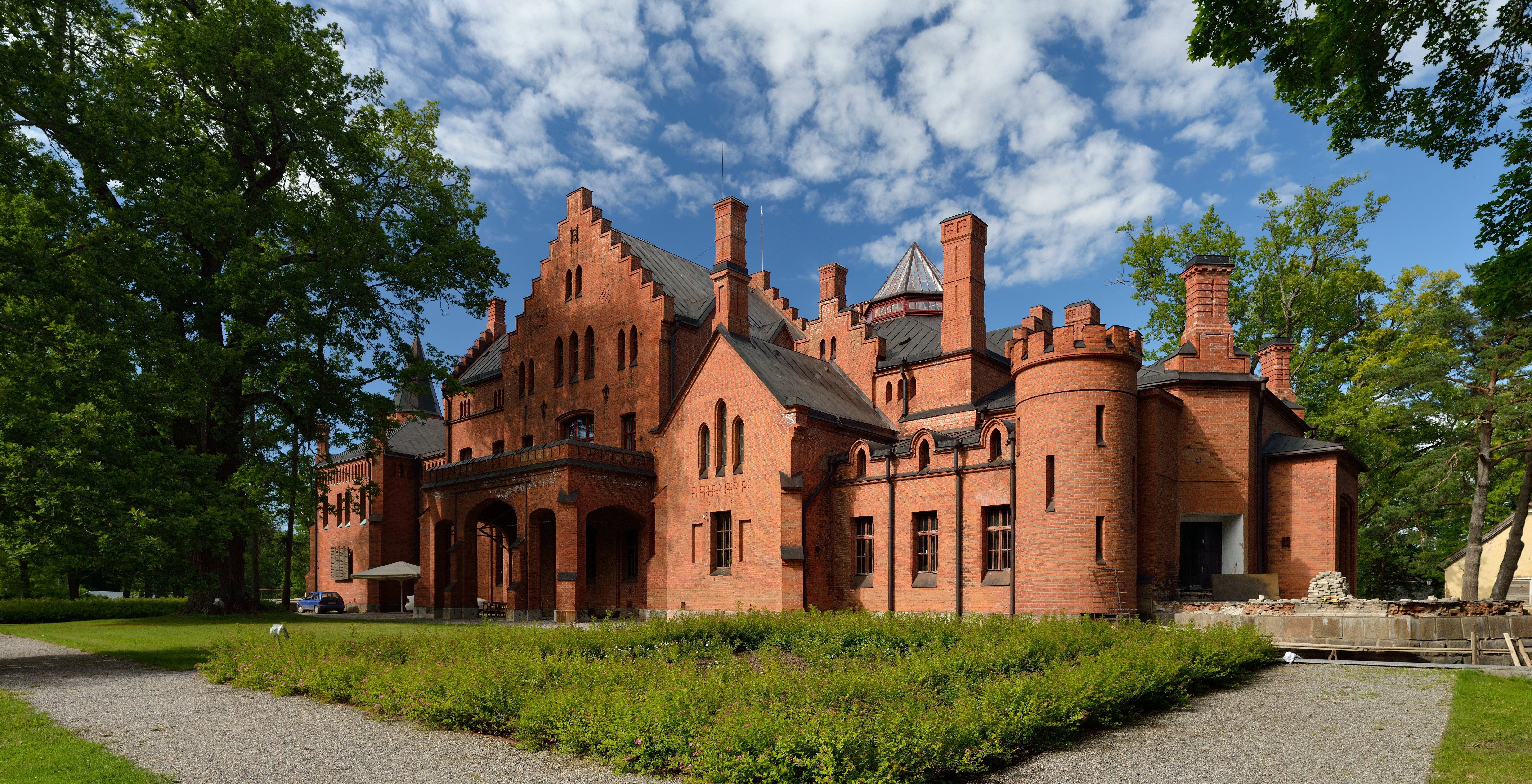
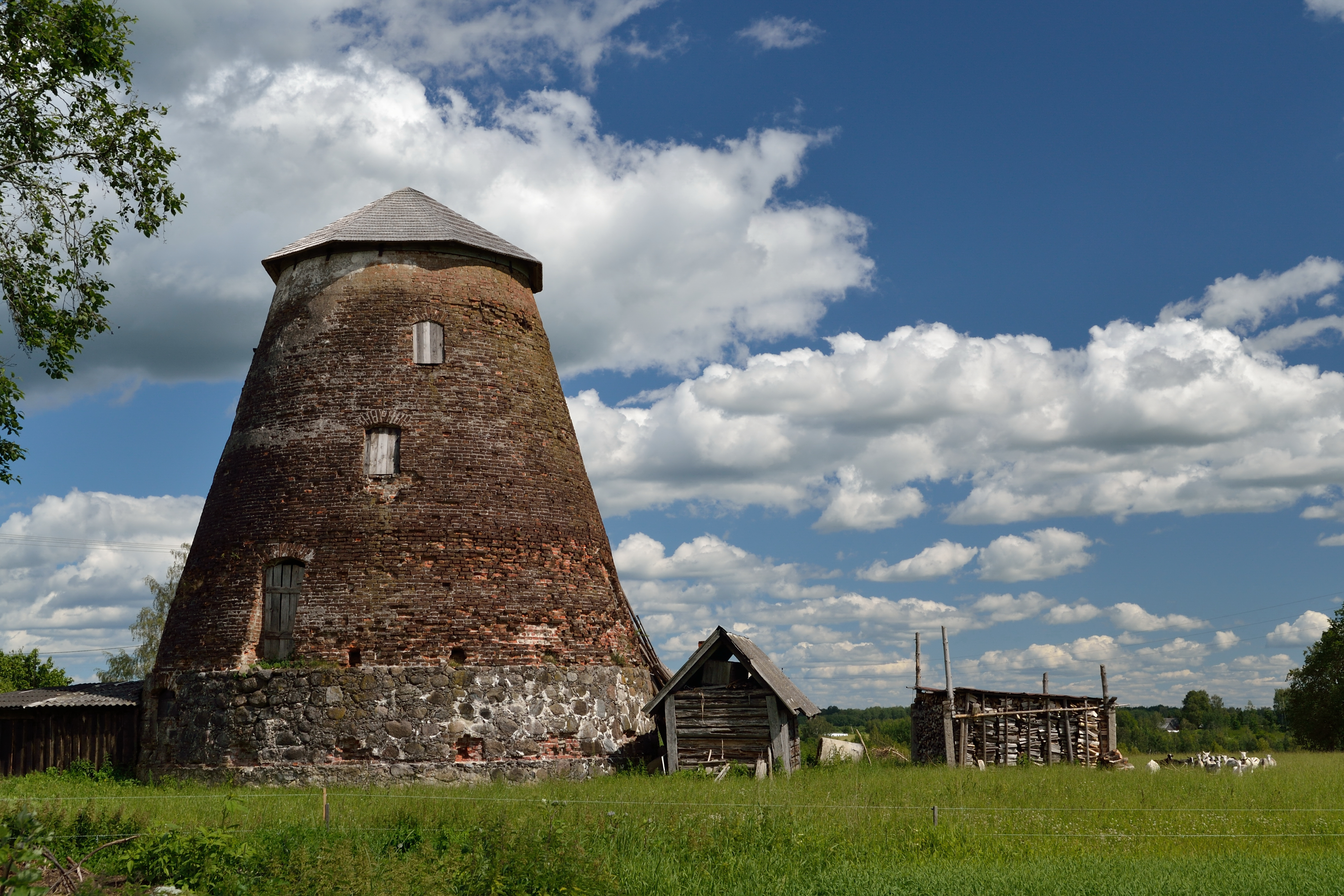
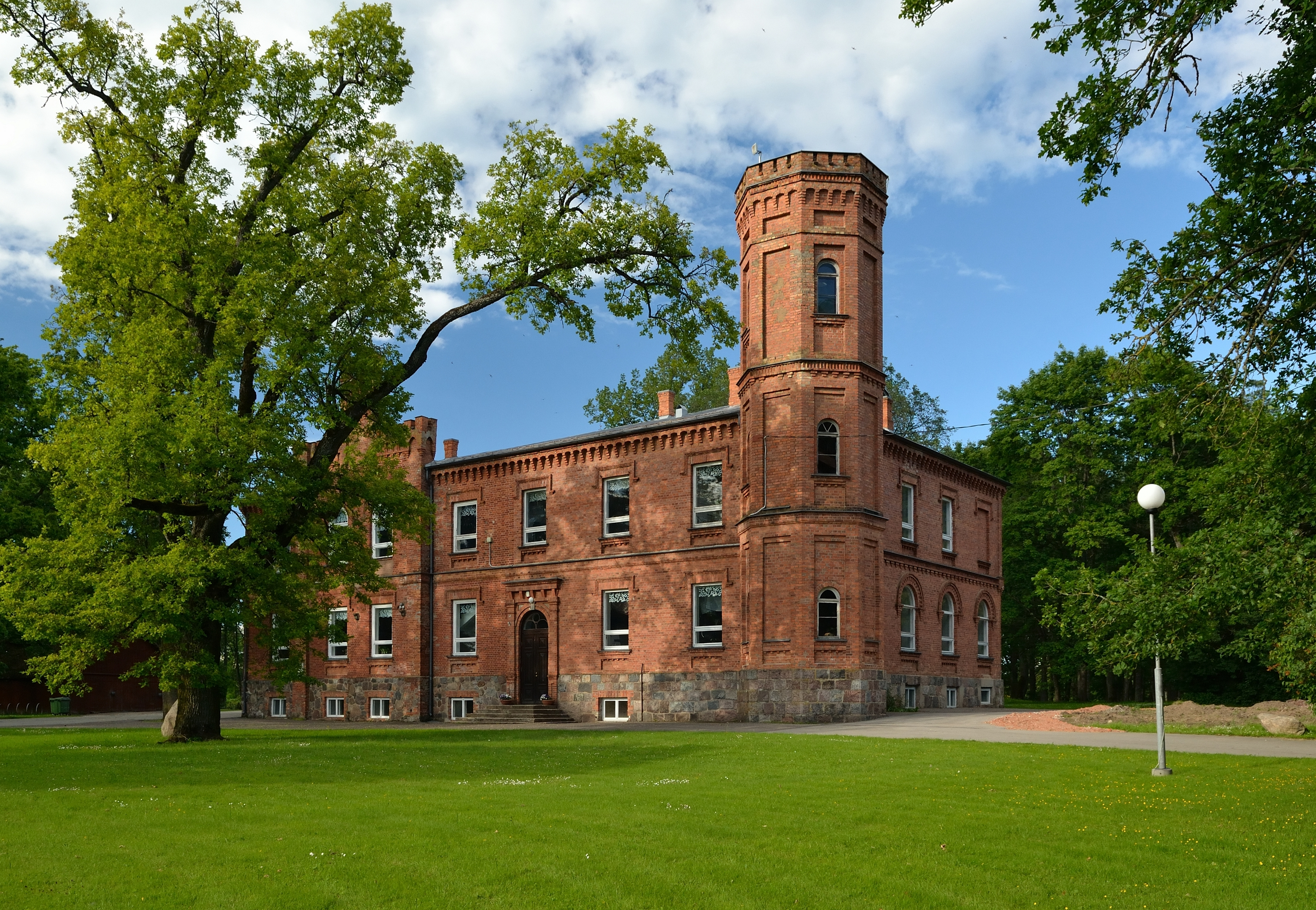

## شهرها
- توروا
- والگا

### شهرداری‌ها

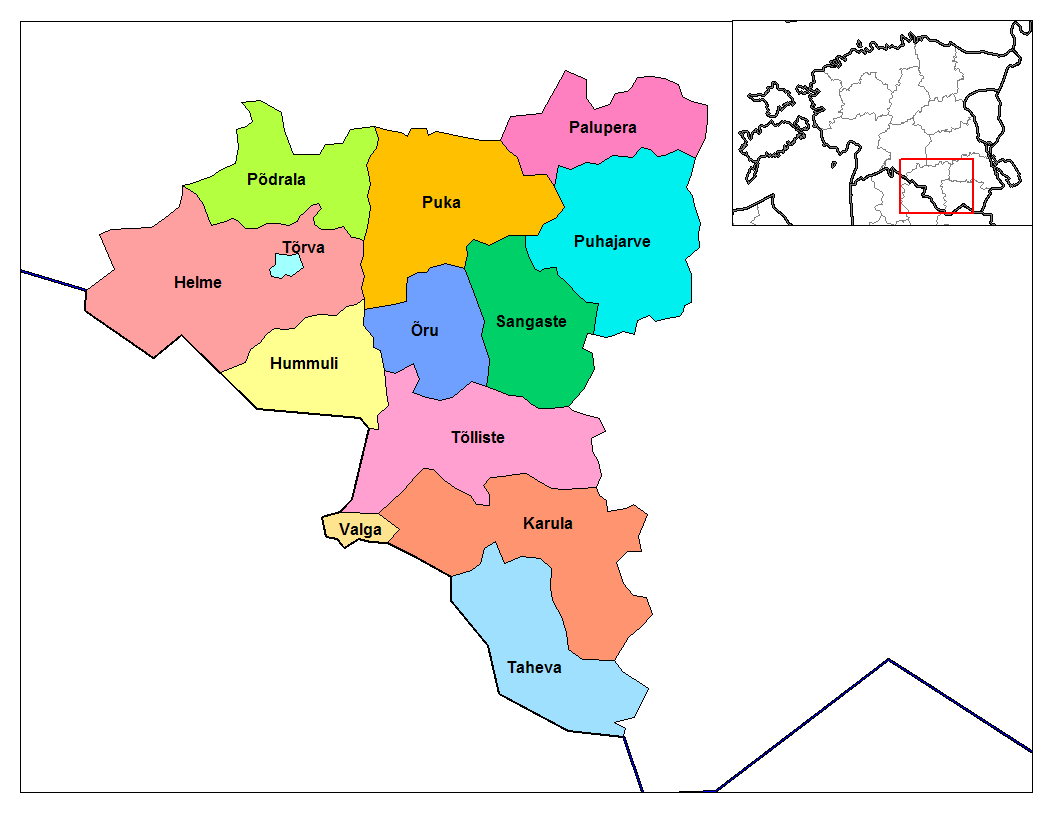
شهرداری‌های شهرستان والگا

| # | شهرداری      | نوع     | جمعیت (۲۰۱۵) | مساحت km2 | تراکمDensity |
| - | ------------ | ------- | ------------ | --------- | ------------ |
| ۱ | دهستان اوتپا | روستایی | ۶٬۶۳۷        | ۵۲۳       | ۱۲٫۷         |
| ۲ | توروا        | شهری    | ۶٬۲۷۰        | ۶۴۹       | ۹٫۷          |
| ۳ | دهستان والگا | روستایی | ۱۶٬۶۶۴       | ۷۵۰       | ۲۲٫۲         |